# Paraliparis violaceus
Paraliparis violaceus är en fiskart som beskrevs av Chernova, 1991. Paraliparis violaceus ingår i släktet Paraliparis och familjen Liparidae. Inga underarter finns listade i Catalogue of Life.